# Doda (stad)
Doda is een stad en “notified area” in het Indiase unieterritorium Jammu en Kasjmir. Het is de hoofdplaats van het gelijknamige district Doda.

## Demografie
Volgens de Indiase volkstelling van 2001 woonden er 13.249 mensen in Doda, waarvan 63% mannelijk en 37% vrouwelijk is. De plaats had een alfabetiseringsgraad van 76%.
Volgens de laatste volkstelling uit 2011 heeft de stad een populatie van 21.605, waarvan 12.506 (58%) mannen en 9.099 (42%) vrouwen. Onder hen waren 2.726 kinderen met een leeftijd tussen de 0 en 6 jaar. De plaats had in 2011 een alfabetiseringsgraad van 85,1%. Onder mannen was dit 92,15% en onder vrouwen 75,22%.